# Plandome Heights
Plandome Heights – wieś w Stanach Zjednoczonych, w stanie Nowy Jork, w hrabstwie Nassau.